# La goletta di capitan McGill
La goletta di capitan McGill (The Rovers) è una serie televisiva australiana in 39 episodi trasmessi per la prima volta nel corso di una sola stagione dal 1969 al 1970.

## Trama
La Pacific Lady, una goletta di proprietà del capitano Sam McGill (denominato Cap), coadiuvato dal figlio Mike, intraprende numerose avventure nelle terre selvagge australiane; a bordo vi sono anche Bob Wild, un fotografo freelance, e Rusty Collins, una giornalista.

## Personaggi e interpreti
- Cap. McGill (39 episodi, 1969-1970), interpretato da Edward Hepple.
- Rusty Collins (39 episodi, 1969-1970), interpretata da Rowena Wallace.
- Bob Wild (39 episodi, 1969-1970), interpretato da Noel Trevarthen.
- Mike McGill (39 episodi, 1969-1970), interpretato da Grant Seiden.

## Produzione
La serie fu prodotta da NLT Productions Le musiche furono composte da Tommy Tycho.

### Registi
Tra i registi sono accreditati:
- Ron Way in 17 episodi (1969-1970)
- John von Kotze in 9 episodi (1969-1970)
- Max Varnel in 8 episodi (1969-1970)
- David Johnstone in 2 episodi (1970)
- Howard Rubie

### Sceneggiatori
Tra gli sceneggiatori sono accreditati:
- Ron McLean in 8 episodi (1969-1970)
- Kenneth R. Hayles in 6 episodi (1969-1970)
- Rosamund Waring in 4 episodi (1969-1970)
- Ralph W. Peterson in 2 episodi (1969-1970)
- Peter Schreck in 2 episodi (1970)
- Roger Mirams

## Distribuzione
La serie fu trasmessa in Australia dal 21 agosto 1969 al 6 giugno 1970 sulla rete televisiva Network Ten. In Italia è stata trasmessa con il titolo La goletta di capitan McGill.

## Episodi
| Stagione       | Episodi | Prima TV Australia |
| -------------- | ------- | ------------------ |
| Prima stagione | 39      | 1969-1970          |